# 三澤文子
三澤 文子（みさわ ふみこ、1956年 - ）は、日本の建築家。同業の三澤康彦は夫。

## 略歴
- 1956年 - 静岡県生。
- 1979年 - 奈良女子大学理学部物理学科卒。
- 1980年 - 大阪工業技術専門学校建築学科卒。
- 1980年 - 高木滋生建築設計事務所勤務。
- 1982年 - 現代計画研究所勤務。
- 1985年 - Ms建築設計事務所を三澤康彦と共同設立。
- 1985年 - 大阪芸術大学非常勤講師（ - 1999）。
- 1985年 - 木構造住宅研究所を三澤康彦と共同設立。
- 1985年 - MOKスクール大阪を開講。
- 2001年 - 岐阜県立森林文化アカデミー教授（ - 2009）、客員教授（2010 - ）。
- 2004年 - 環境ビジネスウィメンの第2期メンバーに選ばれる。
- 2009年 - MSD[要説明]を開設。
- 2011年 - 京都造形芸術大学通信制大学院教授。

現在 - Ms建築設計事務所 主宰

### 受賞歴など
- 1993年 - 大阪府都市景観建築賞受賞
- 2007年 - 日本建築学会教育賞受賞

## 著書
- 民間型工法の家(共著)/建築資料研究社/（1987年）
- 木造住宅の可能性/INAX出版/（1994年）
- 住宅に空間力を-住まい方と住む工夫/彰国社/（2000年）
- 環境時代の木造住宅(共著)/日経BP社（2009年）
- 木の家リフォームを勉強する本(企画・コーディネイト・執筆)/農文協（2010年）
- 最高の「木造」住宅をつくる方法(共著)/X-Knowledge（2011年）